# Signoria

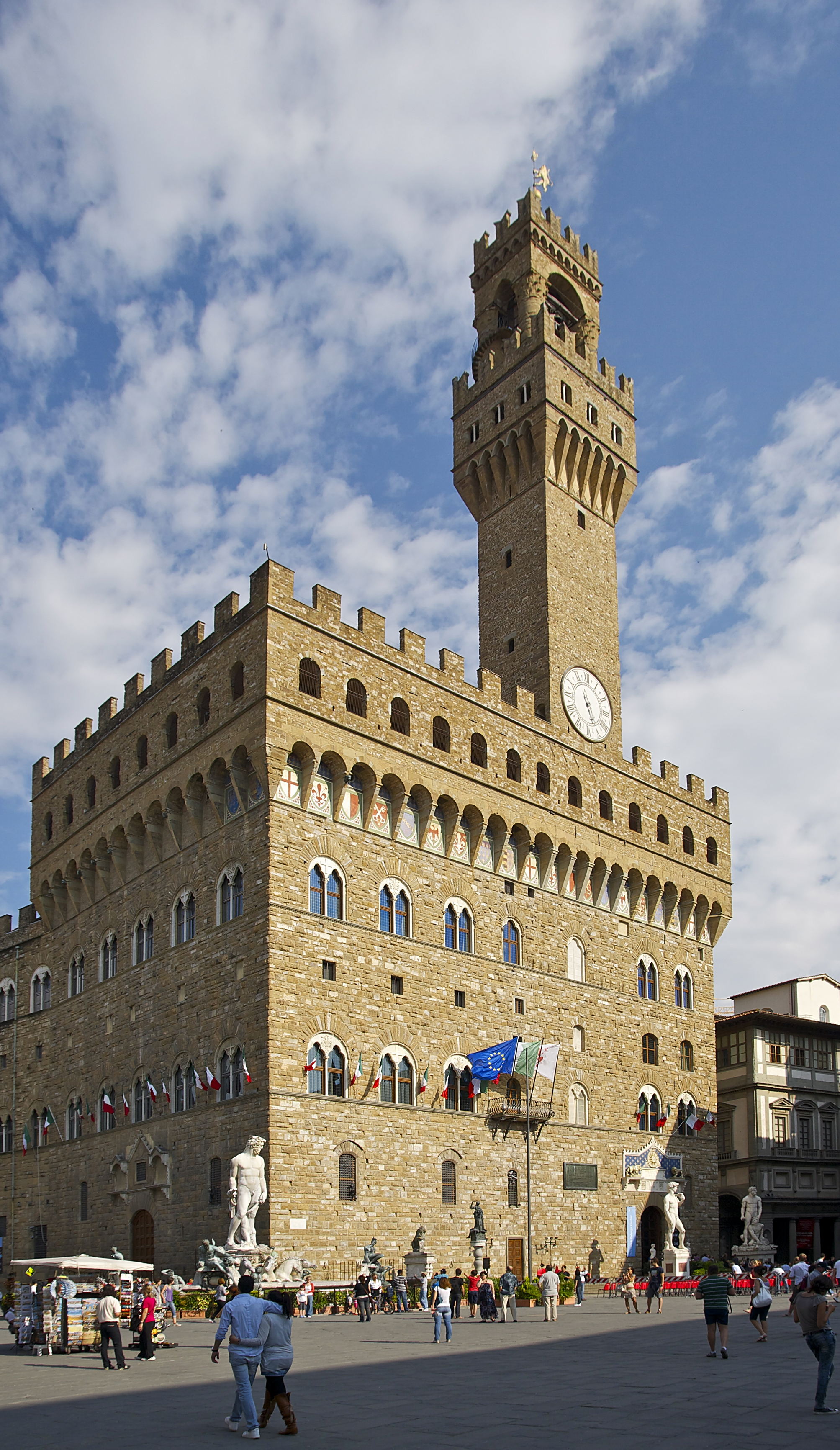
El Palazzo della Signoria de Florència.

La signoria (en plural, signorie) representa l'evolució institucional de moltes comunes urbanes de la Itàlia central i septentrional des de finals del segle xiii.
Aquesta institució es va desenvolupar a partir de la concessió de càrrecs de podestà o capitano del popolo als caps de les famílies preeminents de la ciutat, amb poders excepcionals i sovint de durada vitalícia. D'aquesta manera, es responia a l'exigència d'un govern fort i estable que posés fi a la inestabilitat institucional endèmica i als conflictes polítics i socials violents, especialment entre el poble i els magnats. A més, les comunes medievals havien mantingut el comtat i les ciutats sotmeses a condicions de minoria jurídica i econòmica. El signore, un cop havia afirmat el seu poder en haver sabut explotar hàbilment la situació, governava després imparcialment.
Els signori més rics i poderosos van poder aconseguir la facultat de designar el seu successor, fet que va donar lloc a dinasties de signori a través de la legitimació de l'emperador, que concedia el títol de duc (sovint a canvi d'una forta compensació per part dels signori). Les institucions comunals seguien funcionant, malgrat que sovint es limitaven a ratificar les decisions que prenia el signore. Les dinasties més destacades van ser la dels Mèdici, els Gonzaga i els Sforza, però també els Della Torre, Visconti, Montefeltro, Estensi, Della Scala i Malatesta van tenir una importància notable en determinats moments. Nombrosos signori, especialment els més antics, van limitar el seu poder a una única ciutat, com en el cas d'Alberto Scotti a Piacenza (1290), Manfredo Beccaria a Pavia (1289), Romeo i Taddeo Pepoli a Bologna durant la primera meitat del segle xiv.
Algunes signorie del nord d'Itàlia eren d'origen feudal, ja que es van constituir gràcies al poder d'un senyor feudal que es va poder imposar sobre les ciutats creades al seu feu, que per falta de força econòmica i política no s'hi podien oposar eficaçment. Les signorie dels marquesos de Montferrat i dels comtes de Savoia, que es van aconseguir imposar sobre un territori entre el Piemont i Savoia, eren d'aquest tipus. Durant un curt període al Vèneto s'hi imposà la signoria feudal d'Ezzelino da Romano.

## Història
Inicialment, les signorie es van presentar com a "signorie amagades". No eren institucions legítimes amb el seu funcionament conegut pel poble, sinó que estaven "amagades". S'anomenaven així perquè es van afegir a les institucions comunals sense mostrar-se obertament i sense canviar aparentment la institució vigent. Amb aquesta signoria encara a l'ombra, però ja forta, van pujar al poder molts aventurers, però sobretot famílies de l'antiga noblesa feudal. Aquestes, després d'haver governat durant una o dues generacions, van decidir legitimar el seu poder i fer-lo hereditari. Durant el segle XIV van obtenir el títol de vicari imperial i entre els segles xiv i xv els títols de duc i marquès. L'assignació d'aquests títols és símptoma de l'estabilització del poder dels signori. En aquella època, els emperadors alemanys reclamaven la sobirania feudal a la Itàlia septentrional. Tanmateix, ja des de la segona meitat del segle xiv, aquests no podien governar a les regions septentrionals. Així va ser possible l'afirmació de les signorie.
Finalment, les signorie van evolucionar a principats amb dinasties hereditàries. Això va succeir quan els signori, reconeixent a l'emperador i pagant-li una quantitat de diners, van quedar legitimats i reconeguts com a autoritat per súbdits i prínceps. Aquest canvi va ser possible gràcies a la incapacitat dels sobirans alemanys a l'hora de mantenir l'ordre al nord d'Itàlia i gràcies a la poca dificultat amb què es trobaven els signori per ser reconeguts com a autoritat legítima.
Durant el segle XIV les burgesies de les ciutats més importants van intentar aconseguir el control de territoris cada cop més grans al voltant de les ciutats per imposar-hi el seu monopoli econòmic, i també amb l'objectiu d'eliminar, fent servir la força si feia falta, les signorie de menys importància. Així doncs, es va evolucionar de les petites signorie als principats, on un príncep havia limitat els poders de l'Església i de la noblesa que hi havia prèviament.

## Signoried'Italia
Entre les signorie més importants destaquen:
- En territori imperial:

| Ciutat    | Signoria                      |
| --------- | ----------------------------- |
| Milà      | Della Torre, Visconti, Sforza |
| Màntua    | Bonacolsi, Gonzaga            |
| Verona    | Ezzelini, Della Scala         |
| Pàdua     | Ezzelini, Da Carrara          |
| Treviso   | Ezzelini, Da Camino           |
| Florència | Mèdici                        |
| Siena     | Petrucci                      |
| Volterra  | Belforti                      |

- En territori pontifici:

| Ciutat            | Signoria                     |
| ----------------- | ---------------------------- |
| Ferrara           | Estensi                      |
| Ravenna           | Da Polenta                   |
| Bolonya           | Bentivoglio                  |
| Rímini            | Malatesta                    |
| Cesena            | Malatesta                    |
| Forlì             | Ordelaffi                    |
| Faenza            | Manfredi                     |
| Imola             | Alidosi                      |
| Fano              | Malatesta                    |
| Camerino          | Varano                       |
| Urbino            | Da Montefeltro, Della Rovere |
| Foligno           | Trinci                       |
| Gubbio            | Gabrielli                    |
| Perusa            | Baglioni                     |
| Città di Castello | Vitelli                      |

- Des de 1423 es designava el govern ducal de Venècia amb el nom de Serenissima Signoria.